# رجل تحت الصفر (كتاب)
كتاب رجل تحت الصفر هو كتاب من تأليف الدكتور مصطفى محمود تحدث فيه عن قصة خيال علمي يحمل القارئ على جناح سرعة زمنية إلى مستقبل يتجاوز ألفية ثانية، مستقبل تتغير الملامح، غربية هي رهيبة وموجعة فكما يتجاوز الكاتب بخياله حدود زمان نعرفه، يتجاوز حدود معالم إنسان نعيشه… رحلة خيالية يعود منها القارئ وهو منبهر، مستغرب ومتفاجئ، إلا أنه مسرور أنه لن يعيش إلى تلك المرحلة الزمنية الخارجة عن الزمان والمكان، هذا إذا صدق خيال الكاتب.

## مقتطفات من الكتاب
- “لماذا سكنت السماءَ يا حبيبي وقلبي أكثر اتساعاً لك؟”
- “أنت لا تفهم أن الحب مازال هو الشعور البدائي الباقي بلا منظق”
- “متى تخرج لتقول لهم أن ينظروا لحظة إلى داخل نفوسهم بدلا من أن يوجهوا مناظيرهم إلى متاهات الفضاء، تقول لهم.. كن الداخل يخرج كل شيء، من الداخل خرجت أنا.”
- “خطوط المجال.. هذه الخطوط الخطوط الوهمية الفرضية حول أي مغناطيس، لا ترى ولا تسمع ولا تلمس ولا تحس ولا تحتاج إلى وسيط، هذه الأشياء الوهمية كم هي حقيقة !”
- “حينما تعطي امرأة قلبها وجسمها لرجلين، فإنه يكون اعتذافا منها بأنها لا تحب الإثنين، وأنها لم تعد تحب، ولم تعد عندها المقدرة على أن تحب.”
- “نعم فانا أرى الآن في يقين أن الله موجود... بل هو الحقيقة الوحيدة اللتى غابت عنا جميعا في غرور التقدم المادى ولا أمل لى في النجاة... الا بمغفرة..”
- “درجة الصفر المطلق (273 درجة تحت الصقيع) هي الدرجة القصوى التي تتوقف عندها حركة الذرة، وهي في ذات الوقت أبرد درجة معروفة في فضاء الكون.”

## وصلات خارجية
- فيديو حلقات الدكتور مصطفى محمود.
- مدونة الدكتور مصطفى محمود.
- «كان نائماً في سكينة تامة لم يستيقظ منها»: ابنة مصطفى محمود ل ـ«العربية. نت»: العالم الكبير رحل في هدوء، العربية نت، 31 أكتوبر 2009.
- صفحة مصطفى محمود على موقع أبجد
- صفحة اقتباسات مصطفى محمود على موقع أبجد
- صفحة باسم الدكتور رائعة على الفيس بوك
- الفيلم الوثائقي العالم والايمان على اليوتيوب
- محمود تحميل كتب الدكتور مصطفى محمود كاملة pdf